# Melres
Melres is een plaats (freguesia) in de Portugese gemeente Gondomar en telt 3 945 inwoners (2001).